# Хван Сон Бом
Хван Сон Бом (кор. 황성범; род. 5 августа 1975) — южнокорейский боксёр, представитель первой полусредней весовой категории. Выступал за национальную сборную Южной Кореи по боксу в 1999—2000 годах, серебряный призёр чемпионата Азии, участник летних Олимпийских игр в Сиднее.

## Биография
Хван Сон Бом родился 5 августа 1975 года.
Первого серьёзного успеха на взрослом международном уровне добился в сезоне 1999 года, когда вошёл в основной состав южнокорейской национальной сборной и побывал на чемпионате Азии в Ташкенте, откуда привёз награду серебряного достоинства — в решающем поединке первой полусредней весовой категории уступил узбеку Мухаммадкадыру Абдуллаеву. Также в этом сезоне выступил на Всемирных военных играх в Загребе, где дошёл до четвертьфинала.
Благодаря череде удачных выступлений удостоился права защищать честь страны на летних Олимпийских играх 2000 года в Сиднее. В стартовом поединке категории до 63,5 кг благополучно прошёл поляка Мариуша Цендровского, тогда как во втором бою в 1/8 финала со счётом 10:14 потерпел поражение от россиянина Александра Леонова.
После сиднейской Олимпиады Хван больше не показывал сколько-нибудь значимых результатов в боксе на международной арене.
Его племянник Хам Сан Мён тоже стал достаточно известным боксёром, победитель Азиатских игр в Инчхоне, участник Олимпийских игр в Рио-де-Жанейро.